# Joegoslavië op het Eurovisiesongfestival 1975
Joegoslavië nam deel aan het Eurovisiesongfestival 1975, gehouden in Stockholm, Zweden. Het was de 15de deelname van Joegoslavië aan het festival.
De nationale omroep JRT was verantwoordelijk voor de Joegoslavische bijdrage van 1975.

## Selectieprocedure
Zoals steeds werd er gekozen om de kandidaat te kiezen via het programma Jugovizija. Joegoslavië koos ervoor om Pepel in Kri naar Stockholm te zenden met het lied Dan ljubezni.

## In Stockholm
In Stockholm moest Joegoslavië als 8ste aantreden, na Zwitserland en voor het Verenigd Koninkrijk.
Aan het einde van de puntentelling bleek Pepel in Kri als 13de te zijn geëindigd met 22 punten in totaal.

### Gekregen punten

#### Finale
| 12 punten | 10 punten | 8 punten    | 7 punten    | 6 punten   |
| --------- | --------- | ----------- | ----------- | ---------- |
|           |           |             | - Zweden    |            |
| 5 punten  | 4 punten  | 3 punten    | 2 punten    | 1 punt     |
| - België  | - Ierland | - Nederland | - Duitsland | - Portugal |

### Punten gegeven door Joegoslavië

#### Finale
Punten gegeven in de finale:
| 12 punten | Verenigd Koninkrijk |
| 10 punten | Italië              |
| 8 punten  | Nederland           |
| 7 punten  | Luxemburg           |
| 6 punten  | Zweden              |
| 5 punten  | Finland             |
| 4 punten  | Spanje              |
| 3 punten  | België              |
| 2 punten  | Malta               |
| 1 punt    | Ierland             |

1961 · 1962 · 1963 · 1964 · 1965 · 1966 · 1967 · 1968 · 1969 · 1970 · 1971 · 1972 · 1973 · 1974 · 1975 · 1976 · 1977-1980 · 1981 · 1982 · 1983 · 1984 · 1985 · 1986 · 1987 · 1988 · 1989 · 1990 · 1991 · 1992